# Cut Nyak Dhien

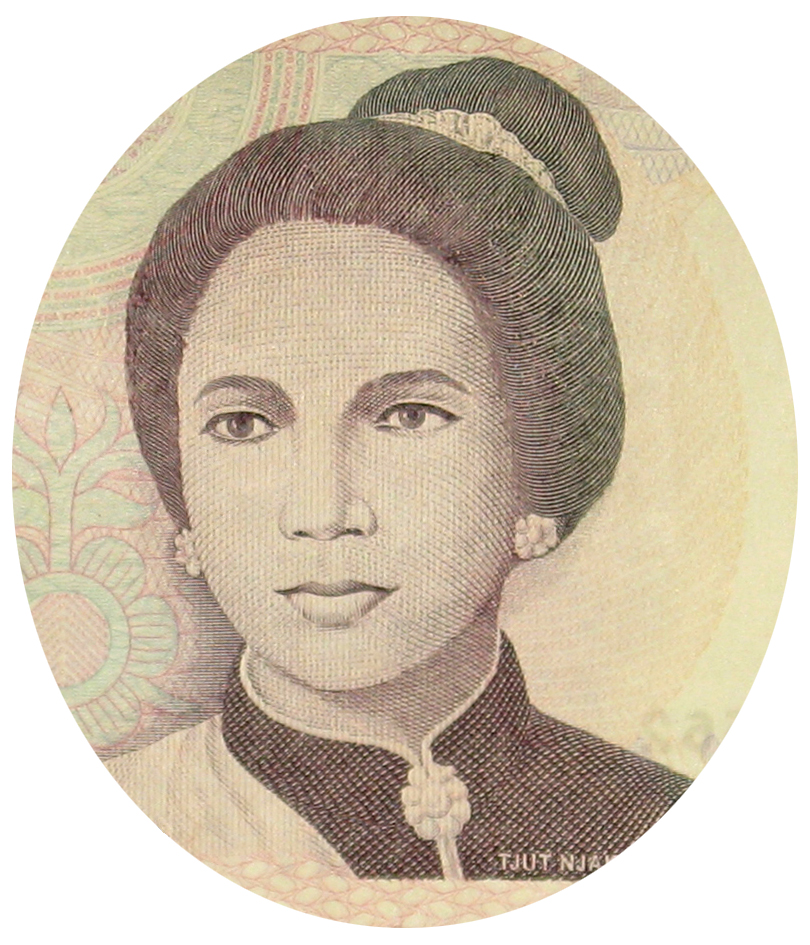
Cut Nyak Dhien auf einem indonesischen Geldschein

Cut Nyak Dhien, auch Tjoet Nja' Dhien (* um 1848 in Lampadang, Sultanat von Aceh; † 6. November 1908 in Soemedang, Niederländisch-Indien) war eine Anführerin der acehnesischen Guerillakräfte während des Aceh-Kriegs. Nach dem Tod ihres ersten Ehemanns Teuku Ibrahim Lamnga im Jahre 1878 führte sie 25 Jahre lang Guerillakämpfe gegen die niederländischen Kolonialstreitkräfte an. 1964 wurde ihr von der indonesischen Regierung posthum der Titel Nationalheldin Indonesiens verliehen.

## Herkunft und Jugend

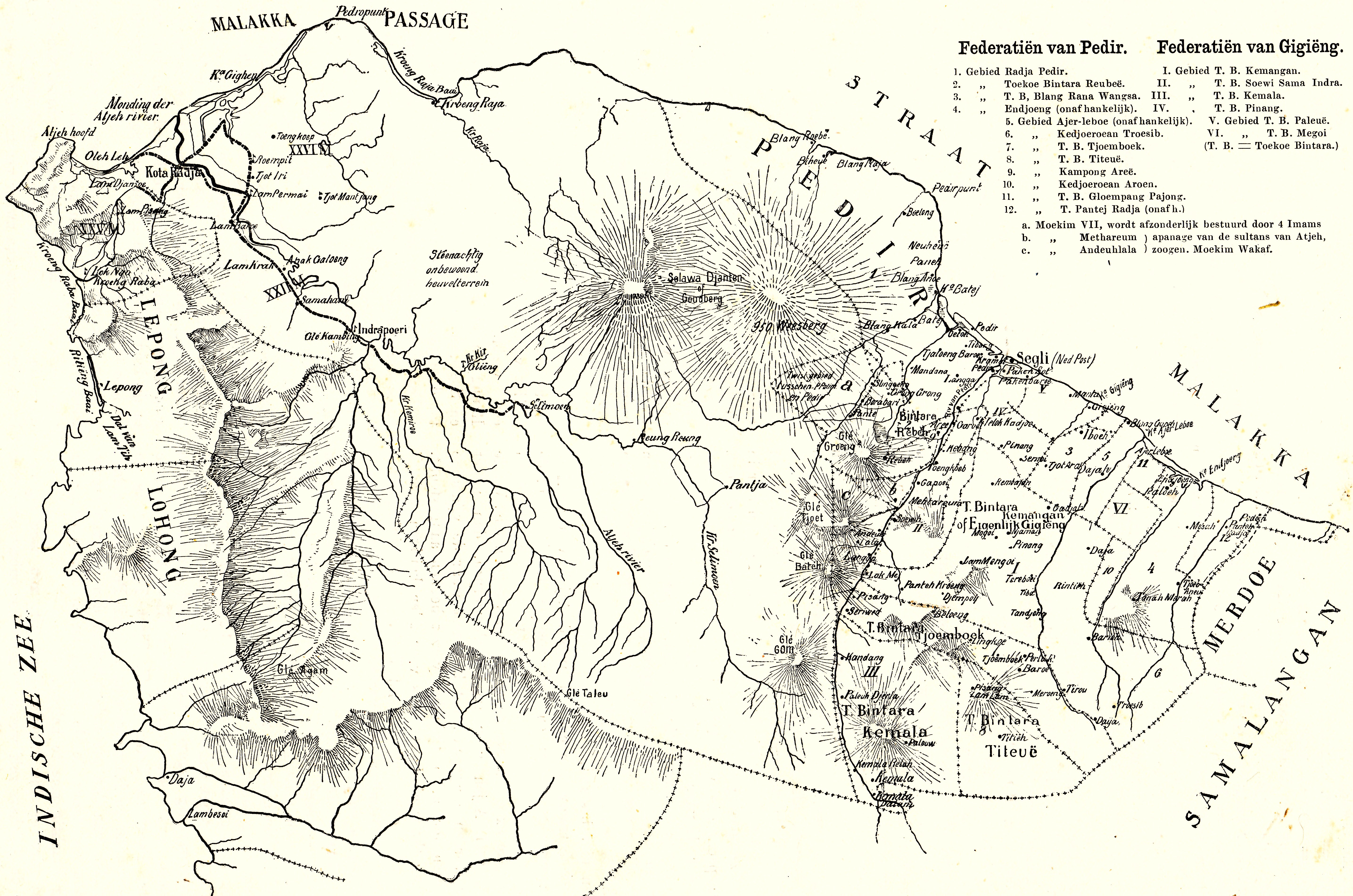
Niederländische Karte der Verwaltungseinheiten von Aceh

Cut Nyak Dhien wurde 1848 in Lampadang im heutigen Regierungsbezirk Aceh Besar, an der Nordspitze der Insel Sumatra, in eine muslimische Adelsfamilie geboren. Ihr Vater, Teuku Nanta Setia, ein hochrangiger Militäroffizier des Sultanats, war als Nachfahre einer Botschafterin des benachbarten Pagaruyung-Königreichs ein Mitglied der herrschenden aristokratischen Klasse und als Ulèëbalang Feudalherr des vierten Mukim (Bezirk), ihre Mutter stammte ebenfalls aus einer aristokratischen Familie. Cut Nyak Dhien wurde in Theologie und Haushaltsführung ausgebildet und galt als Schönheit. Sie war umschwärmt, bis ihre Eltern für sie eine Ehe mit Teuku Cek Ibrahim Lamnga arrangierten, der ebenfalls aus einer Aristokratenfamilie stammte. Sie war zum Zeitpunkt der Verlobung zwölf Jahre alt.

## Aceh-Krieg
Am 26. März 1873 erklärten die Niederländer Aceh den Krieg, womit der Aceh-Krieg begann. Anfangs wurde Aceh von Panglima Polem und Sultan Alauddin Mahmud Syah II. geführt. Die niederländische Armee entsandte 3.000 Soldaten unter der Führung von Johan Harmen Rudolf Köhler. Der Sultan erhielt jedoch militärische Hilfe vom Italien und dem Vereinigten Königreich, die Armee von Aceh wurde rasch modernisiert und von 10.000 auf 100.000 Soldaten vergrößert. Die niederländischen Streitkräfte konnten zurückgedrängt werden und Köhler kam im Kampf ums Leben.
In der zweiten Angriffswelle im November 1873 eroberten die niederländischen Truppen VI mukim, 1874 auch den Sultanspalast. 1875 wurde Cut Nyak Dhien mit ihrem Baby gemeinsam mit anderen Müttern in Sicherheit gebracht, während ihr Ehemann Ibrahim Lamnga um die Rückeroberung von VI mukim kämpfte.
Teuku Ibrahim Lamnga starb bei einem Gefecht in Gle Tarum am 29. Juni 1878. Als Cut Nyak Dhien diese Nachricht erhielt, schwor sie, an den Niederländern Rache zu üben.

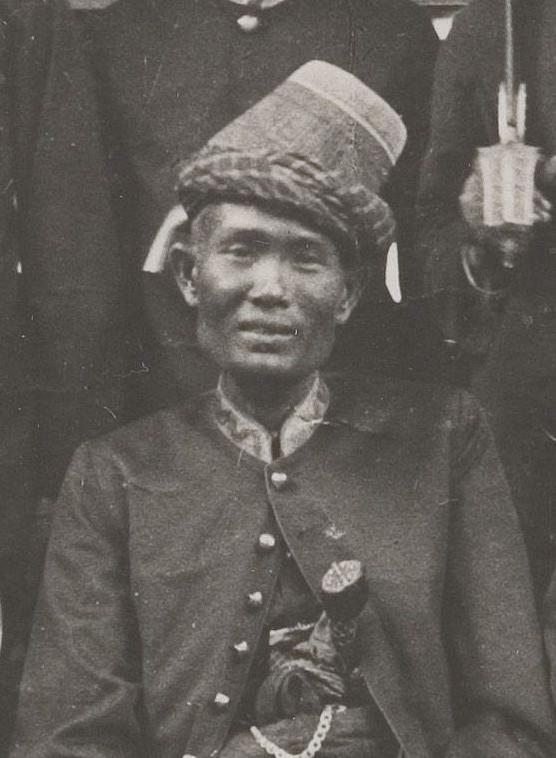
Teuku Umar (ca. 1890)

Einige Zeit nach dem Tod ihres Mann machte ihr Teuku Umar, ebenfalls ein acehischer Kämpfer, ihr einen Heiratsantrag. Zunächst lehnte sie ihn ab, akzeptierte ihn aber, als Umar ihr die Teilnahme am Kampf erlaubte. Sie heirateten 1880. Dies trug zur Stärkung der Moral der Armeen von Aceh in ihrem Kampf gegen die „Kaphé Blanda“, die niederländischen Ungläubigen, erheblich bei. Teuku Umar und Cut Nyak Dhien bekamen eine Tochter namens Cut Gambang. Dhien war fest entschlossen, weiterzukämpfen und behielt ihre Tochter bei sich.
Die Aceher erklärten den Niederländern den Heiligen Krieg, führten einen Guerillakrieg und griffen mit Fallen und Hinterhalten an. Teuku Umar, der keine Reserven mehr hatte, ergab sich am 30. September 1893 zusammen mit 250 seiner Männer den niederländischen Truppen. Die niederländische Armee nahm ihn auf, ernannte ihn zum Kommandeur und gab ihm den Titel „Teuku Umar Johan Pahlawan“. Zwei Jahre später sollte Teuku Umar Aceh angreifen, zog aber stattdessen mit seinen Truppen, schwerem Gerät, Waffen und Munition ab, um wieder die Gegenseite zu unterstützen. Dies wird in der niederländischen Geschichte als „Het verraad van Teukoe Oemar“ (der Verrat von Teuku Umar) bezeichnet.
Teuku Umar und Dhien leisteten den Niederländern mit ihrer neuen Ausrüstung so lange Widerstand, bis die Niederländer die Maréchaussée zum Einsatz brachten. Die Aceher hatten dieser Elitetruppe wenig entgegenzusetzen und verloren viele Kämpfer.

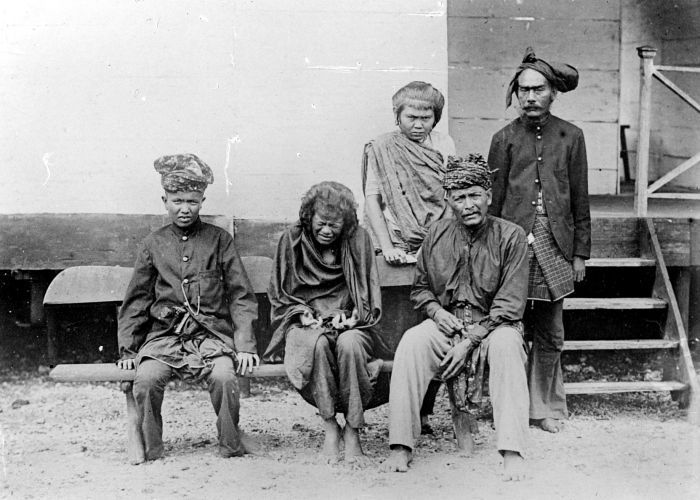
Einzige erhaltene Fotografie von Cut Nyak Dhien; nach ihrer Gefangennahme durch Kolonialbeamte von Niederländisch-Ostindien (1905)

Der niederländische General Johannes Benedictus van Heutsz nutzte diesen Umstand und schickte einen Spion nach Aceh. Teuku Umar wurde bei einem Überraschungsangriff der Niederländer in Meulaboh getötet. Als Cut Gambang über seinen Tod weinte, soll Cut Nyak Dhien sie zurechtgewiesen haben: „Als acehische Frauen dürfen wir keine Tränen für die Gefallenen vergießen“.
Nach dem Tod ihres Mannes setzte Cut Nyak Dhien den Widerstand gegen die Niederländer mit ihrer kleinen Armee fort. Die Zahl ihrer Kämpfer wurde immer kleiner und sie litt unter dem Mangel an Nachschub. Sie selbst litt zunehmend an Kurzsichtigkeit und Gelenkbeschwerden. Bis zu deren Vernichtung im Jahr
1901 verriet einer ihrer Männer den Niederländern den Standort ihres Hauptquartiers in Beutong Le Sageu. Die Niederländer griffen an und überraschten Dhien mit ihren Truppen. Trotz verzweifelter Gegenwehr wurde Dhien gefangen genommen, aber ihre Tochter Cut Gambang entkam und setzte den Widerstand fort.

## Spätes Leben und Tod
Dhien wurde ins Exil nach Sumedang in West-Java geschickt, weil die Niederländer befürchteten, sie könnte sonst den Widerstand der Aceh-Bevölkerung mobilisieren. In Sumedang starb sie 1908.

## Auszeichnungen und Ehrungen

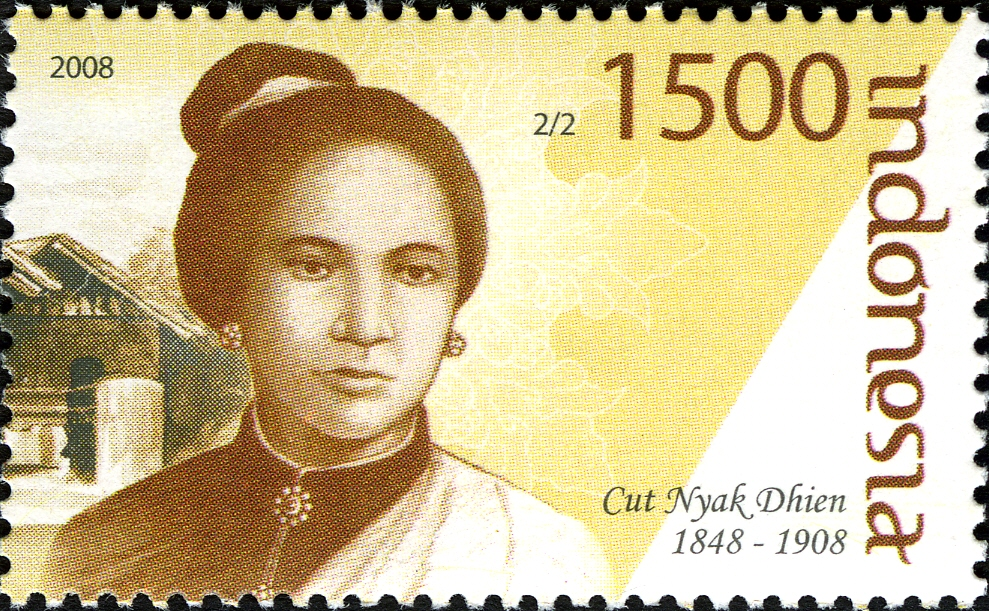
Indonesische Briefmarke (2008)

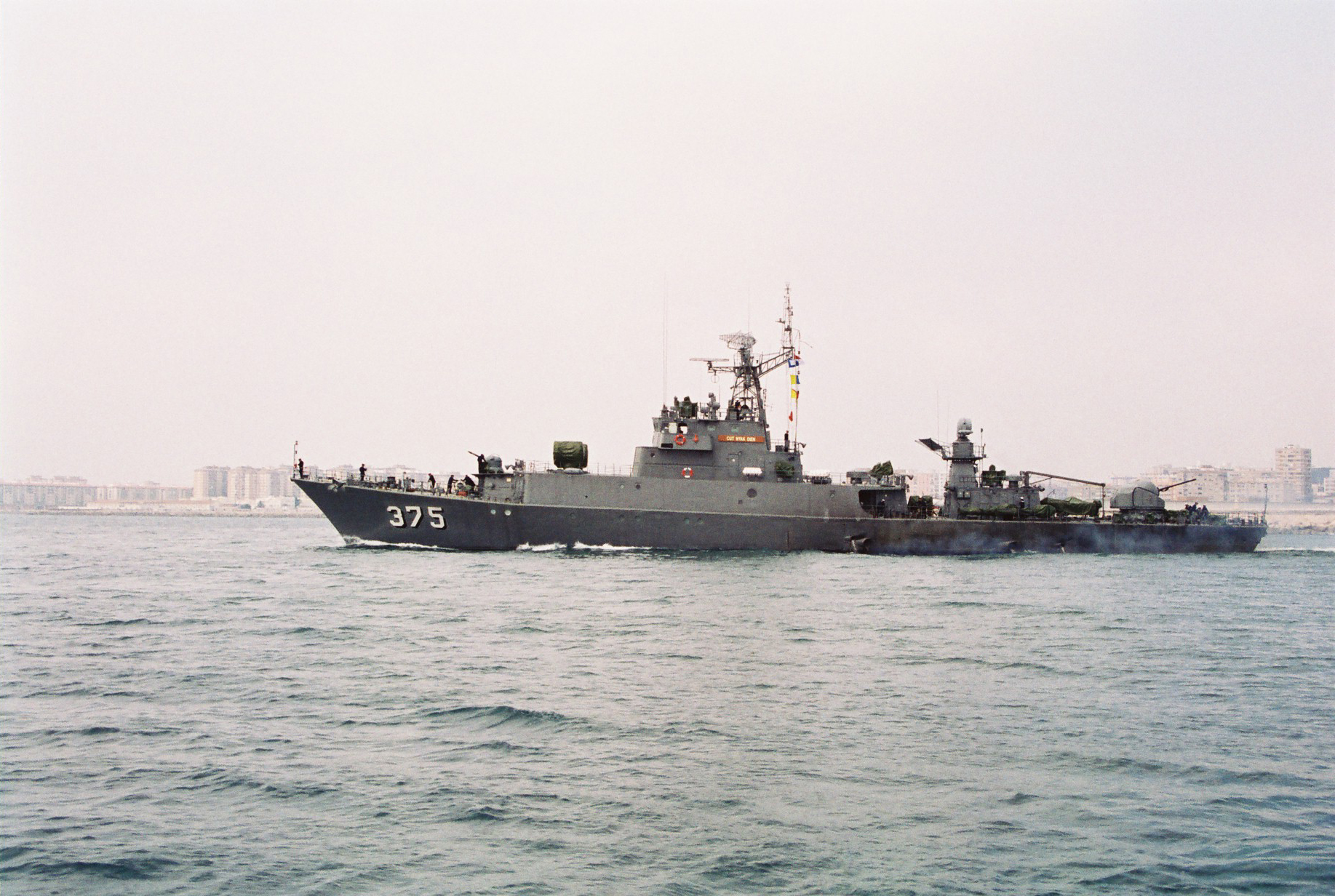
Die indonesische Korvette Cut Nyak Dien vor Málaga, 14. März 1994

Am 2. Mai 1964 wurde sie posthum von Präsident Sukarno zur Nationalheldin erklärt.
Der Cut Nyak Dhien Airport in Nagan Raya (Aceh) ist nach ihr benannt.
In Langsa befinden sich mit dem Cut Nyak Dhien Langsa College of Health Sciences und der Cut Nyak Dhien University of Science zwei nach Dhien benannte Hochschulen.
Die vormals unter dem Namen Lübz (221) im Dienst der Volksmarine stehende Korvette der Parchim-Klasse fährt seit 1994 als KRI Cut Nyak Dhien (375) der Indonesische Marine zur See.

## Rezeption
Dhien hinterließ keine eigenen schriftlichen Aufzeichnungen, was ernsthafte Forschungen über sie erschwert. So bleibt noch zu klären, „wie Cut Nyak Dhien die islamischen Regeln für den Umgang zwischen nicht verwandten Männern und Frauen brechen konnte, um während der Aceh-Kriege an der Seite der Männer zu kämpfen“; ob ihr „elitärer Status“ ihr erlaubte, „die Beschränkungen zu durchbrechen, die das Leben der gewöhnlichen Frauen in Aceh kontrollierten“.
Der Film Tjoet Nja' Dhien (Drehbuch und Regie: Eros Djarot) mit Christine Hakim in der Titelrolle wurde in der Selection de la Semaine de la Critique bei den Internationalen Filmfestspiele von Cannes 1989 aufgeführt und als Best International Film ausgezeichnet.